# Gospodarka, głupcze
Gospodarka, głupcze! (oryg. The economy, stupid) – fraza stworzona przez Jamesa Carville’a w 1992 roku, kiedy doradzał Billowi Clintonowi w jego udanej kampanii w wyborach prezydenckich USA. Fraza ta stała się powszechnym zwrotem amerykańskiej kultury politycznej, zwykle zaczynającym się od słowa „it's”, a komentatorzy niekiedy używają innego słowa zamiast „economy”.

## Tło historyczne
Kampania przed wyborami prezydenckimi w Stanach Zjednoczonych w 1992 roku przypadała na okres trwającej recesji gospodarczej. Sztabowcy ubiegającego się o prezydenturę Billa Clintona inteligentnie wykorzystali ten fakt, czyniąc ze złej sytuacji gospodarczej jeden kluczowych tematów kampanii wyborczej. W marcu 1991 roku, kilka dni po zwycięskim zakończeniu wojny w Zatoce Perskiej, 90% ankietowanych Amerykanów chwaliło pracę urzędującego prezydenta George'a H.W. Busha. Jednak w ciągu następnego roku opinie Amerykanów gwałtownie się zmieniły. W sierpniu 1992 r. aż 64% ankietowanych źle oceniało rządy Busha. Był on postrzegany jako osoba oderwana od potrzeb zwykłych Amerykanów.
Strategiem sztabu wyborczego Billa Clintona był w 1992 roku James Carville. Podczas kampanii zalecił pracownikom sztabu, by przy każdej okazji podkreślali znaczenie gospodarki, a w trosce o spójność kampanii, Carville zawiesił w siedzibie sztabu w Little Rock tablicę z trzema hasłami:
- Zmiana kontra więcej tego samego (Change vs. more of the same),
- Gospodarka, głupcze (The economy, stupid),
- Nie zapomnij o opiece zdrowotnej (Don't forget health care).

Clinton w swoich przemówieniach uczynił z tych punktów uproszczoną mantrę, kształtując je tak, aby zawierały tylko jeden kluczowy wniosek: „Nie wierz w nic, co mówi George Bush”.
W okresie kampanii ujawnione zostało napisane w 1986 r. przez ówczesnego Sekretarza Obrony Caspara W. Weinbergera memorandum, w którym Weinberger wyjawił, że George H.W. Bush, pełniący wówczas funkcję wiceprezydenta, podczas spotkania członków administracji wyraził poparcie dla sprzedaży broni Iranowi w zamian za uwolnienie Amerykanów przetrzymywanych w Libanie jako zakładnicy przez wspieranych przez Iran terrorystów. Na pośpiesznie zwołanej konferencji prasowej tego dnia w hotelu w Pittsburghu Clinton podsumował: „Dzisiejsze ujawnienie, że prezydent Bush wiedział i akceptował umowę o broń na zakładników z Iranem, nie tylko bezpośrednio zaprzecza twierdzeniom prezydenta, ale także podważa wiarygodność prezydenta”. Podczas tego samego wiecu Clinton ponownie zwrócił uwagę słuchaczy na wątek gospodarczy: „Powiem, co uważam za szalone. Uważam, że szaleństwem jest wzrost bezrobocia i spadek dochodów. To 100 000 Amerykanów miesięcznie tracących ubezpieczenie zdrowotne”.
Bill Clinton zdobył 370 głosów elektorskich (George Bush 168) i został wybrany na 42. Prezydenta Stanów Zjednoczonych.

## Późniejsze odniesienia
Fraza ta stała się sloganem powszechnie używanym i trawestowanym w amerykańskiej kulturze politycznej, zwykle zaczynającym się od słowa „it's”, a komentatorzy niekiedy używają innego słowa zamiast „economy”. Przykłady obejmują „To deficyt, głupcze!”, „To korporacja, głupcze!”, „To matematyka, głupcze!” i „To wyborcy, głupcze!”. Gdy w 2024 Departament Zdrowia Florydy wystosował żądanie zaprzestania działalności przez stacje telewizyjne, które wyemitowały reklamę wyprodukowaną przez grupę Floridians Protecting Freedom, sędzia Mark E. Walker napisał w werdykcie: „To Pierwsza poprawka, głupcze”. Dwa dni po zakończeniu głosowania w wyborach prezydenckich w Stanach Zjednoczonych w 2024 roku Reuters, zwracając uwagę na fakt, iż w zwycięskiej kampanii Donald Trump trafnie ocenił sytuację i korzystnie dla swojego wyniku wyborczego poruszył kwestie ważne dla amerykańskich wyborców, zatytułował swój artykuł: „Hey stupid, it wasn't just the economy. It was inflation” („Hej, głupcze, to nie była tylko gospodarka. To była inflacja”).